# Transcytóza
Transcytosa je proces transportu látky skrze buňku a sestává z endocytosy, transportu skrze buňku přes cytoskelet (zejm. aktinová mikrofilamenta). a následné exocytosy, která může, ale nemusí proběhnout na opačném pólu buňky. Tento jev je významný zejm. u resorpčních epithelů, které se vyskytují ve sliznici střeva.